# أكسل هانسن
أكسل هانسن (بالدنماركية: Axel Hansen)‏ هو دراج دنماركي، ولد في 13 أكتوبر 1899 في أميان في فرنسا، وتوفي في 28 يناير 1933.

## وصلات خارجية
- أكسل هانسن على موقع أرشيف الدراجات (الإنجليزية)
- أكسل هانسن على موقع أوليمبيديا (الإنجليزية)